# کریستین پولیسیک
کریستین ماتی پولیسیک (انگلیسی: Christian Mate Pulisic؛ زادهٔ ۱۸ سپتامبر ۱۹۹۸) بازیکن فوتبال اهل آمریکا است که در پست وینگر برای باشگاه آ.ث. میلان در سری آ و تیم ملی آمریکا بازی می‌کند. وی همچنین کاپیتان تیم ملی آمریکا است. به‌ سبب کیفیت بالای بازی، هواداران و بازیکنان به او لقب «کاپیتان آمریکا» داده‌اند.
پولیسیک فوتبال حرفه‌ای خود را در باشگاه بروسیا دورتموند در بوندس‌لیگا آغاز کرد، جایی که به سرعت در آکادمی جوانان این تیم پیشرفت کرد و تنها در ۱۵ بازی توانست خودش را ثابت کند. او سپس در ژانویهٔ ۲۰۱۶ در سن ۱۷ سالگی به تیم بزرگسالان پیوست. او در اولین فصل حضورش در این باشگاه زیاد فرصت بازی کردن پیدا نکرد، اما مشارکت او در فصل بعد به طور چشم‌گیری افزایش یافت، جایی که او توانست به همراه باشگاه دورتموند قهرمان جام حذفی ۱۷–۲۰۱۶ آلمان شود. عملکرد پولیسیک، سبب شد او به فینال جایزه پسر طلایی ۲۰۱۷ راه پیدا کند و نایب‌قهرمان جایزه کوپا ۲۰۱۸ شود.
در ژانویهٔ ۲۰۱۹، پولیسیک با انتقالی به ارزش ۷۳ میلیون دلار به باشگاه لیگ برتریِ چلسی پیوست و او را به گران‌ترین بازیکن آمریکای شمالی در تمام دوران تبدیل کرد و در فصل ۲۰–۲۰۱۹ برای این باشگاه بازی کرد. در طول فصل بعد، او بخشِ جدایی‌ناپذیر از تیمی بود که قهرمان لیگ قهرمانان اروپا ۲۱–۲۰۲۰ شد و اولین آمریکایی شد که در فینال لیگ قهرمانان اروپا بازی کرد. در فصل ۲۲–۲۰۲۱، او قهرمان سوپر جام اروپا ۲۰۲۱ و جام باشگاه‌های جهان ۲۰۲۱ شد. او در ژوئن ۲۰۲۳ به باشگاه آ.ث. میلان پیوست و در اولین فصل خود به بهترین گلزنِ آمریکاییِ سری آ تبدیل شد.
پولیسیک قبل از اینکه اولین بازی خود در تیم ملی بزرگسالان را در مارس ۲۰۱۶ در سن ۱۷ سالگی انجام دهد، برای تیم ملی ایالات متحده در سطوح زیر ۱۵ و زیر ۱۷ سال بازی کرد. او جوان‌ترین بازیکنی است که تا به حال کاپیتان تیم ملی ایالات متحده در عصر مدرن شده‌است. او به فینال جام طلایی کونکاکاف ۲۰۱۹ رسید و در آنجا به عنوان بهترین بازیکن جوان مسابقات انتخاب شد. او در سال‌های ۲۰۲۱، ۲۰۲۳ و ۲۰۲۴ قهرمان لیگ ملت‌های کونکاکاف شد و جایزهٔ بهترین بازیکن مسابقات سال ۲۰۲۳ را از آن خود کرد. به طور جداگانه، او ۴ بار برندهٔ جایزهٔ بهترین بازیکن سال فوتبال ایالات متحده شده‌است و با لندون داناون در این رکورد برابر است. پولیسیک را «چهره» فوتبال آمریکا می‌نامند.

## اوایل زندگی
پولیسیک در هرشی، پنسیلوانیا متولد شد، جایی که بیشتر دوران کودکی خود را گذراند. والدین او، کِلی و مارک پولیسیک، هر دو در دانشگاه جرج میسون، فوتبال سالنی بازی می‌کردند و پدرش نیز در دههٔ ۱۹۹۰ برای تیم هریسبورگ هیت بازی می‌کرد و بعداً در سطوح حرفه‌ای و جوانان مربی شد. وقتی پولیسیک بزرگ شد، الگوی فوتبالی او لوئیس فیگو بود.

## عملکرد باشگاهی

### بروسیا دورتموند
پولیسیک قبل از تولد ۱۶ سالگی خود به آلمان نقل مکان کرد. او چون پدربزرگش کروات بود، می‌توانست پاسپورت اروپایی بگیرد و از سن ۱۶ سالگی فوتبال حرفه‌ای خود را شروع کرد.
در فوریهٔ ۲۰۱۵، بروسیا دورتموند با پولیسیک ۱۷ ساله قرارداد امضا کرد و او را ابتدا به تیم زیر ۱۷ سال خود، و در تابستان ۲۰۱۵ به زیر ۱۹ سال فرستاد. پس از به ثمر رساندن ۱۰ گل و ۸ پاس گل تنها در ۱۵ بازی با تیم های جوانان دورتموند، پولیسیک برای پیوستن به تیم اصلی در تعطیلات زمستانی فراخوانده شد.

#### ۲۰۱۵–۱۶؛ فصلِ پیشرفت
در ژانویهٔ ۲۰۱۶، در حالی که با تیم اول در تعطیلات زمستانی همراه بود، پولیسیک در نیمهٔ دوم دو بازی دوستانه، یک گل و یک پاس گل به ثمر رساند. در ۲۴ ژانویه، پولیسیک، ۹۰ دقیقه در یک بازی دوستانه مقابل یونیون برلین بازی کرد و یک گل و یک پاس گل به ثمر رساند. او اولین بازی خود در بوندس‌لیگا را در پیروزی ۲–۰ مقابل اینگولشتات در ۳۰ ژانویهٔ ۲۰۱۶ انجام داد و به‌ عنوان بازیکنِ تعویضی در نیمهٔ دوم به جای آدریان راموس به میدان رفت. در ۱۸ فوریه، پولیسیک اولین بازی خود در لیگ اروپا را به‌ عنوان بازیکنِ تعویضی در نیمهٔ دوم در پیروزی ۲–۰ مقابل پورتو انجام داد.
پولیسیک اولین بازی خود در بوندس‌لیگا که در ترکیب اولیه حضور داشت را در ۲۱ فوریه در برابر بایر لورکوزن انجام داد و در نهایت مارکو رویس جایگزین وی شد. او دومین شروع خود در بوندس‌لیگا را در ۱۰ آوریل در برابر شالکه ۰۴ انجام داد و ۷۳ دقیقه بازی کرد و بعد جای خود را به ایلکای گوندوغان داد. توماس توخل، سرمربی تیم، در واکنش به عملکرد پولیسیک مقابل شالکه ۰۴ گفت: «او در اولین سال فوتبال حرفه‌ای خود یک نوجوان است. دو بازی اول او در برابر لورکوزن و شالکه ۰۴ بود، که کار آسانی نیست. نشان‌دهنده قدردانی ما از این است که او را به‌ عنوان یک بازیکن تمام وقت در تیم خود می‌بینیم اما امروز ثابت شد که او نمی‌توانست ۹۰ دقیقه با این سرعت و شدت بازی کند.»
پولیسیک اولین گل خود در بوندس‌لیگا را برای بروسیا دورتموند در ۱۷ آوریل به ثمر رساند و در پیروزی ۳–۰ خانگی مقابل هامبورگ دروازه را باز کرد. او را با ۱۷ سال و ۲۱۲ روز جوان‌ترین بازیکن غیر آلمانی و چهارمین بازیکن جوانی تبدیل کرد که در بوندس‌لیگا گل زده‌است. پولیسیک با گلی که در ۲۳ آوریل مقابل اشتوتگارت به ثمر رساند، با تبدیل شدن به جوان‌ترین بازیکنی که دو گل در بوندس‌لیگا به ثمر رسانده، رکورد دیگری را شکست. در این بازی همچنین اولین کارت زرد او در بوندس‌لیگا در درگیری با امیلیانو اینسوا ثبت شد.

#### ۲۰۱۶–۱۹؛ قهرمانی در جام حذفی و خروج از دورتموند

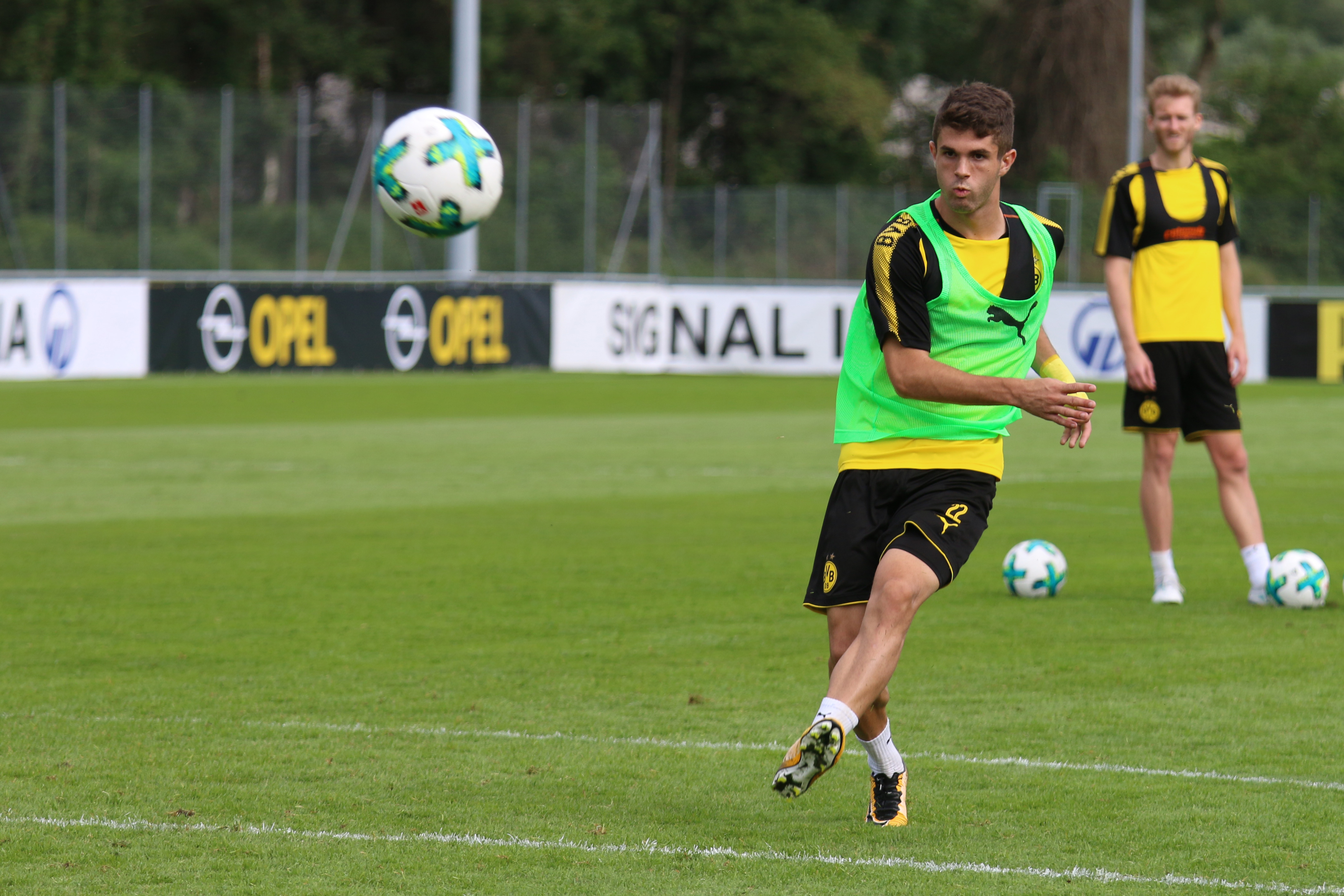
پولیسیک در جریان تمرین با بروسیا دورتموند در باد راگاتس، سوئیس

در مسابقات پیش فصل دوستانه جام بین‌المللی قهرمانان ۲۰۱۶، پولیسیک در وقت‌های تلف شده مقابل منچستر سیتی گلزنی کرد تا بازی را به ضربات پنالتی بکشاند. پولیسیک در اولین حضور رقابتی خود در دومین سال حضورش در این باشگاه، به جوان‌ترین بازیکن دورتموند تبدیل شد که تا به حال در لیگ قهرمانان اروپا بازی کرده‌است. آخر هفتهٔ بعد، یک روز قبل از تولد ۱۸ سالگی خود، او اولین گل فصل خود را به ثمر رساند و دو پاس گل در پیروزی ۶–۰ مقابل دارمشتات ۹۸ به ثمر رساند.
در بازی مرحلهٔ گروهی لیگ قهرمانان اروپا در سپتامبر مقابل رئال مادرید، در حالی که دورتموند ۱–۲ عقب بود، پولیسیک به‌ عنوان بازیکن تعویضی در نیمهٔ دوم وارد زمین شد و به ایجاد گل دیر هنگام آندره شورله و دورتموند کمک کرد تا بازی ۲–۲ مساوی شود. در ۲۲ اکتبر، پولیسیک به‌ عنوان یک بازیکن تعویضی یک پاس گل داد و گل تساوی را در برابر اینگولشتات ۰۴ به ثمر رساند.
در ۲۳ ژانویهٔ ۲۰۱۷، پولیسیک قرارداد جدیدی با دورتموند امضا کرد که او را تا سال ۲۰۲۰ در این باشگاه نگه می‌داشت. در ۸ مارس ۲۰۱۷، پولیسیک اولین گل خود در لیگ قهرمانان اروپا را در پیروزی ۴–۰ مقابل بنفیکا در مرحله یک هشتم نهایی به ثمر رساند و او را با ۱۸ سال و ۵ ماه و ۱۸ روز سن به جوان‌ترین گلزنِ تاریخ دورتموند در این رقابت‌ها تبدیل کرد. پولیسیک همچنین به یکی از گل‌های پیر امریک اوبامیانگ در این پیروزی کمک کرد و دورتموند را به مرحلهٔ یک چهارم نهایی رساند. در ۵ اوت ۲۰۱۷، پولیسیک اولین گل را در سوپر جام آلمان مقابل بایرن مونیخ به ثمر رساند.

### چلسی
در ۲ ژانویهٔ ۲۰۱۹، پولیسیک با باشگاه لیگ برتریِ چلسی با مبلغ تخمینی ۵۸ میلیون پوند قرارداد امضا کرد. این قرارداد همچنین باعث شد که او تا پایان فصل ۱۹–۲۰۱۸ به صورت قرضی در دورتموند بماند. این انتقال، پولیسیک را به گران‌ترین بازیکن آمریکایی تبدیل کرد و پس از عثمان دمبله، دومین فروش گران‌قیمت بروسیا دورتموند در تمام دوران شد. به محض ورود به تابستان، او از تمایل خود برای تکرار عملکرد ادن آزار صحبت کرد و این بازیکن را به عنوان بُتِ فوتبالی خود توصیف نمود.

#### ۲۰۱۹–۲۰: اولین فصل و موفقیت در لیگ برتر

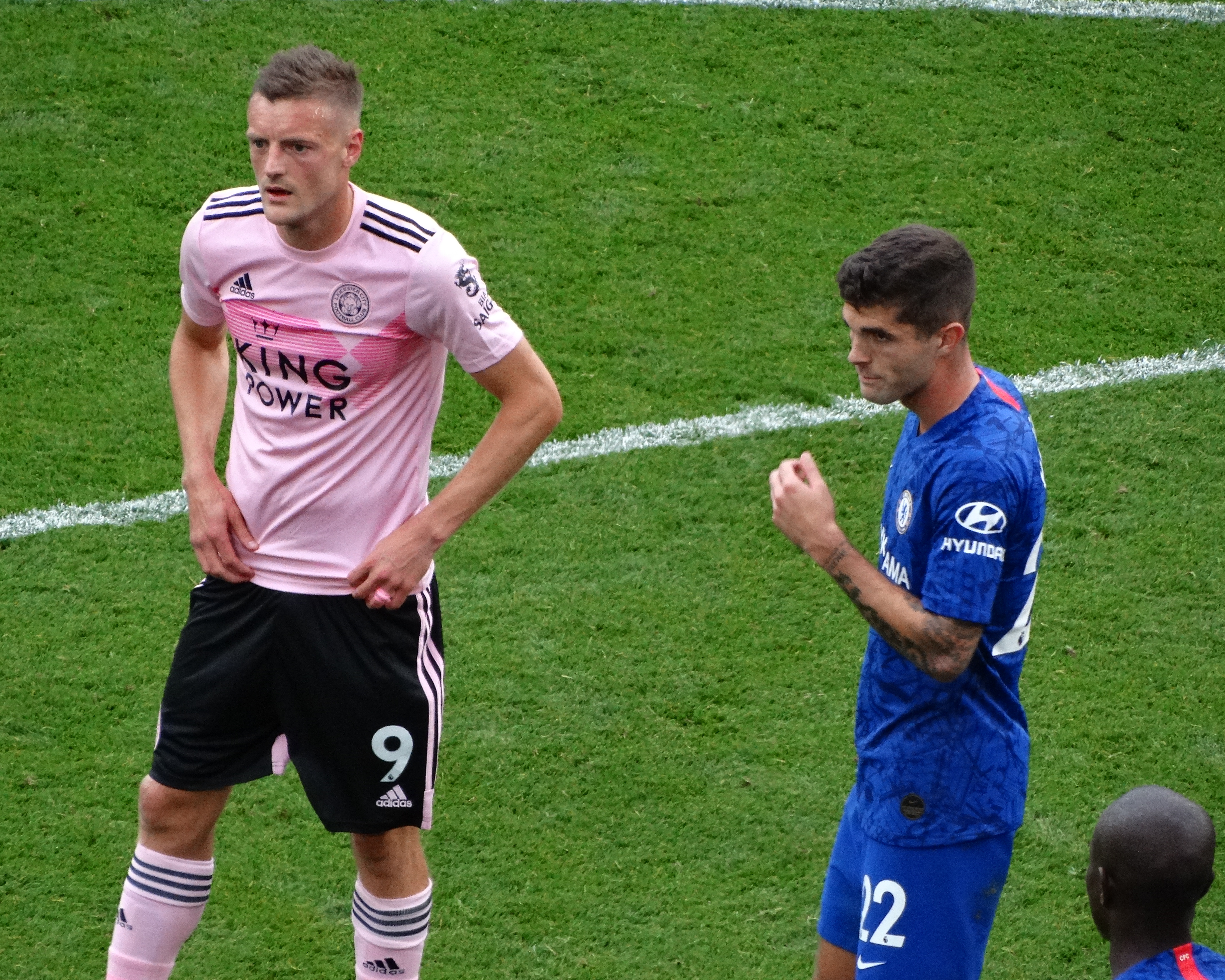
پولیسیک (عکس با جیمی واردی) در جریان بازی لیگ برتر مقابل لستر سیتی در اوت ۲۰۱۹

در ۱۱ اوت ۲۰۱۰، پولیسیک اولین بازی خود را در لیگ برتر برای چلسی در شکست ۰–۴ مقابل منچستر یونایتد انجام داد. پولیسیک اولین گل‌های خود را برای چلسی در ۲۶ اکتبر ۲۰۱۹ به ثمر رساند و یک هت‌تریک «عالی» را در پیروزی ۴–۲ خارج از خانه مقابل برنلی انجام داد. هت‌تریک اولین بار در دوران حرفه‌ای او بود و او دومین آمریکایی بود که پس از کلینت دمپسی برای فولام در سال ۲۰۱۲ به این موفقیت در لیگ برتر دست یافت و همچنین جوان‌ترین گلزن تاریخ چلسی با ۲۱ سال و ۳۸ روز سن بود. او همچنین اولین بازیکن چلسی بود که پس از دیدیه دروگبا در سال ۲۰۱۰، هت‌تریک می‌کند. پولیسیک در دو بازی بعدی خود در لیگ گلزنی کرد (یک پیروزی ۲–۱ خارج از خانه مقابل واتفورد و یک برد خانگی ۲–۰ مقابل کریستال پالاس).
در ۲۳ اکتبر ۲۰۱۹، در جریان بازی لیگ قهرمانان اروپا مقابل آژاکس، پولیسیک به عنوان یار تعویضی بازی کرد و به گل دیرهنگام میچی باتشوایی در پیروزی ۱–۰ کمک کرد. او اولین گل خود در لیگ قهرمانان اروپا را برای چلسی در تساوی ۲–۲ خارج از خانه مقابل والنسیا در ۲۷ نوامبر به ثمر رساند.
هنگامی که مسابقات لیگ برتر پس از تعطیلی به دلیل دنیاگیری کووید-۱۹ از سر گرفته شد، پولیسیک از مصدومیت بهبود یافته بود و از روی نیمکت آمد و گل تساوی را در پیروزی ۲–۱ چلسی مقابل استون ویلا در ۲۱ ژوئن ۲۰۲۰ به ثمر برساند. در بازی بعدی، پولیسیک گل اول را در پیروزی ۲–۱ چلسی مقابل منچستر سیتی به ثمر رساند، نتیجه‌ای که سیتی را که در ردهٔ دوم قرار داشت را از رقابت‌ها حذف کرد و لیورپول را به‌عنوان قهرمان لیگ برتر تایید کرد. در ۲۲ ژوئیه، پولیسیک در شکست ۳–۵ به لیورپول یک گل به ثمر رساند.
در اول اوت، پولیسیک پس از پنج دقیقه گل اول فینال جام حذفی ۲۰۲۰ را مقابل آرسنال به ثمر رساند و اولین بازیکن آمریکایی شد که در فینال این مسابقات گلزنی می‌کند، اما در اوایل نیمهٔ دوم پس از آسیب دیدگی همسترینگ تعویض شد. آرسنال در نهایت از به پیروزی ۱–۲ رسید و چلسی نایب‌قهرمان شد.
در اوت ۲۰۲۰، پولیسیک در فهرستِ نهایی هشت بازیکن برای اولین جایزهٔ بهترین بازیکن جوان فصل لیگ برتر قرار گرفت، که در نهایت این عنوان به ترنت الکساندر-آرنولد از لیورپول اعطا شد.
پولیسیک فصل را با ۱۱ گل و ۱۰ پاس گل در تمامی رقابت‌ها به پایان رساند.

#### ۲۰۲۰–۲۱؛ قهرمانی در لیگ قهرمانان اروپا

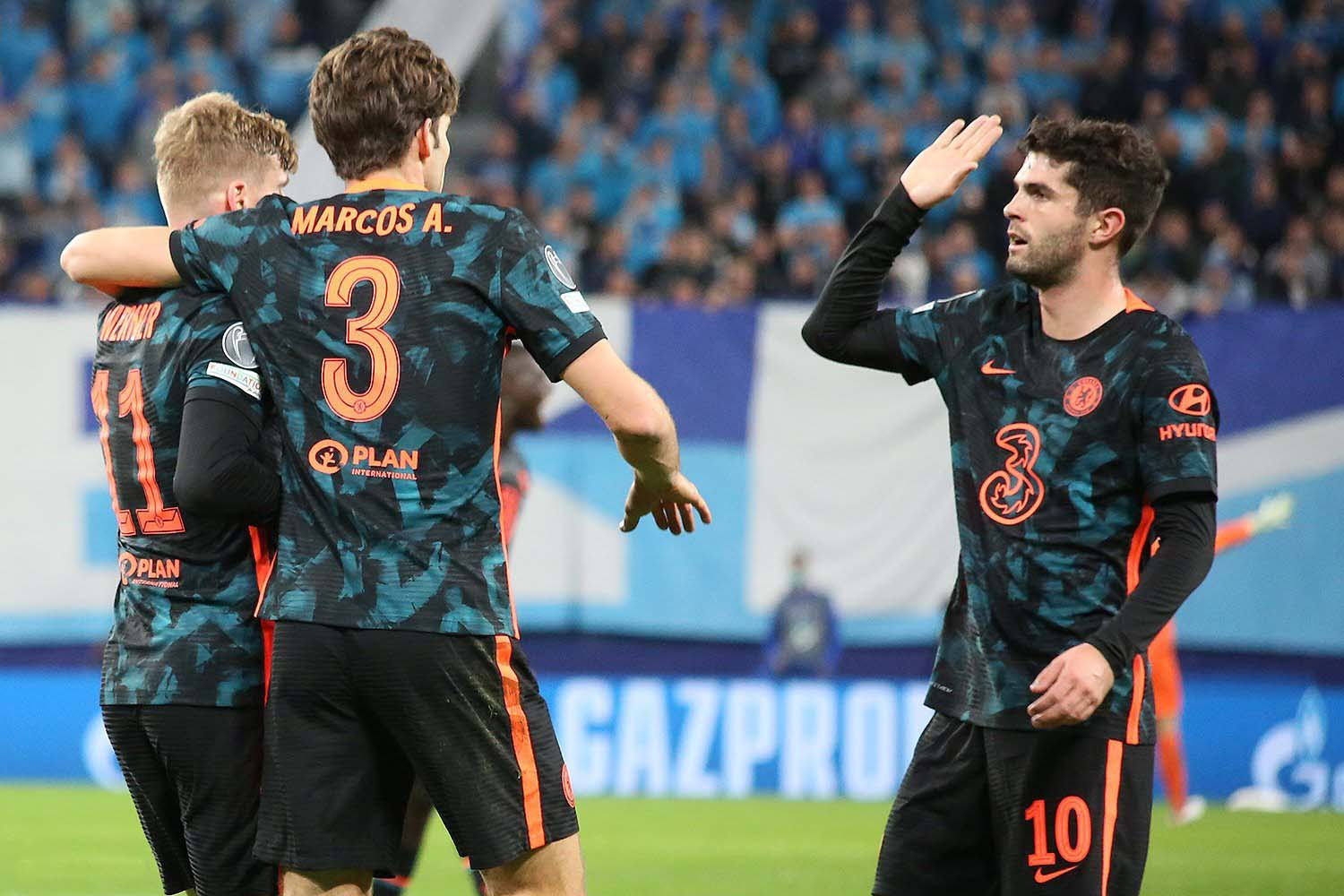
پولیسیک (راست) با چلسی در دسامبر ۲۰۲۱

پولیسیک قبل از دومین فصل حضورش در چلسی، پس از اینکه ویلیان به آرسنال رفت، پیراهن شمارهٔ ۱۰ را پوشید. او در ۹ سپتامبر پس از آسیب دیدگی همسترینگ که در فینال جام حذفی در ماه اوت متحمل شد، به تمرین بازگشت، فرانک لمپارد او را از تیم برای بازی ابتدایی فصل مقابل برایتون دور نگه داشت.
پولیسیک اولین بازی فصل خود را در ۳ اکتبر انجام داد و در یک پیروزی ۴–۰ مقابل کریستال پالاس، به‌عنوان بازیکن تعویضی به زمین آمد. در ۲۸ اکتبر، پولیسیک از روی نیمکت آمد و گل دقیقهٔ ۹۰ را در برد ۴–۰ لیگ قهرمانان اروپا مقابل کراسنودار به ثمر رساند. پولیسیک با گل دقیقهٔ ۹۳ خود برای چلسی در برابر حریف لیدز یونایتد در ۵ دسامبر، سریع‌ترین آمریکایی شد که به ۱۰ گل در لیگ برتر می‌رسد.
در ۳ آوریل ۲۰۱۱، پولیسیک گل اول را در شکست ۲–۵ خانگی در لیگ خانگی مقابل وست برومویچ به ثمر رساند. یک هفته بعد، پولیسیک در مقابل کریستال پالاس در پیروزی ۴–۱ دو گل به ثمر رساند. در ۲۷ آوریل، پولیسیک تنها گل چلسی را در تساوی ۱–۱ خارج از خانه مقابل رئال مادرید در اولین بازی مرحلهٔ نیمه نهایی لیگ قهرمانان اروپا به ثمر رساند و تبدیل به جوان‌ترین بازیکن چلسی و اولین آمریکایی شد که در نیمه نهایی لیگ قهرمانان اروپا بازی گلزنی کرده‌است. در بازی برگشت در پولیسیک به عنوان یار تعویضی وارد زمین شد و پاس گل دیرهنگام میسون ماونت را داد تا نتیجهٔ ۲–۰ شود و به فینال راه پیدا کند. در ۲۹ مه، پولیسیک اولین قهرمانی خود در لیگ قهرمانان اروپا را پس از پیروزی ۱–۰ چلسی مقابل منچستر سیتی به دست آورد و اولین آمریکایی شد که در فینال لیگ قهرمانان بازی می‌کند و دومین آمریکایی شد که قهرمان لیگ قهرمانان اروپا می‌شود.

#### ۲۰۲۱–۲۳؛ قهرمانی در سوپر جام و جام باشگاه‌های جهان و خروج از چلسی

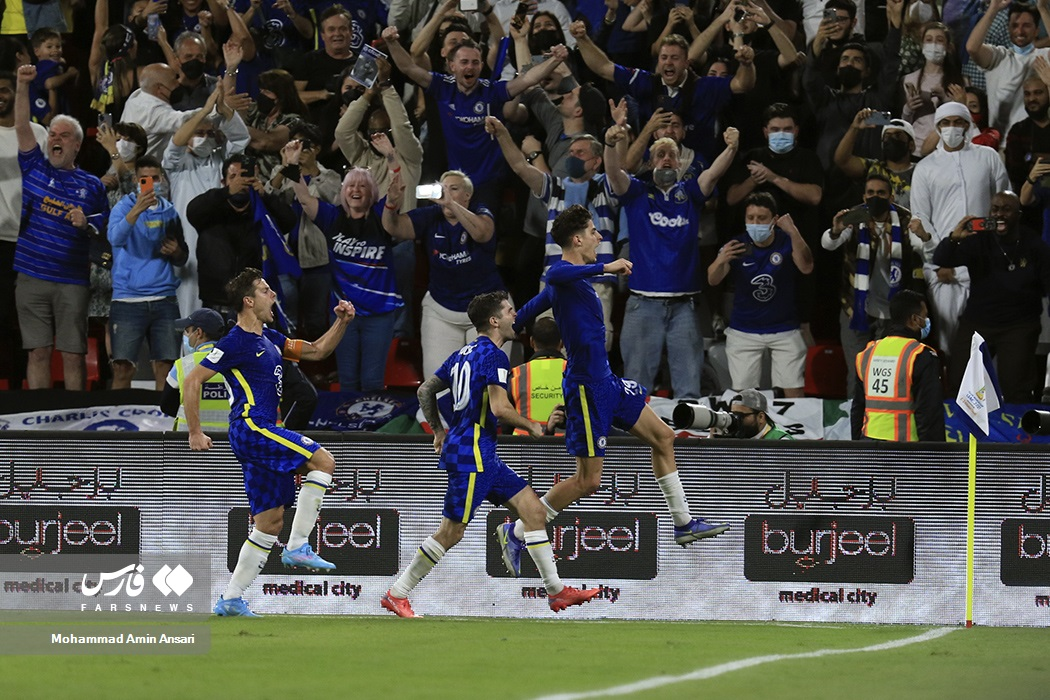
پولیسیک (وسط) در فینال جام باشگاه‌های جهان ۲۰۲۱

در ۱۱ اوت ۲۰۲۱، پولیسیک قهرمان سوپر جام یوفا ۲۰۲۱ شد و در ضربات پنالتی گلزنی کرد. سه روز بعد، او در بازی افتتاحیه چلسی در فصل ۲۲–۲۰۲۱ لیگ برتر، پیروزی ۳–۰ مقابل کریستال پالاس، گلزنی کرد. هفتهٔ بعد آزمایش کووید ۱۹ او مثبت شد و به دلیل آسیب دیدگی مچ پا تا نوامبر دوباره بازی نکرد. در ۲ ژانویهٔ ۲۰۲۲، او گل تساوی ۲–۲ را در مقابل لیورپول به ثمر رساند. او سپس به‌عنوان بازیکن تعویضی در فینال جام باشگاه‌های جهان ۲۰۲۱ وارد زمین شد و به چلسی کمک کرد تا ۲–۱ مقابل پالمیراس به پیروزی برسد. او فینال جام اتحادیه انگلستان را در برابر لیورپول در ۲۷ فوریه آغاز کرد و چلسی پس از تساوی ۰–۰ در ضربات پنالتی شکست خورد. او در هر دو بازی مرحلهٔ یک شانزدهم نهایی لیگ قهرمانان اروپا مقابل لیل گلزنی کرد، و چلسی در مجموع با نتیجه ۴–۱ پیروز شد.
در ۸ اکتبر ۲۰۲۲، پولیسیک در اولین شروع خود زیر نظر گراهام پاتر، سرمربی جدید چلسی، گلزنی کرد و ۳–۰ در مقابل ولورهمپتون پیروز شد. چلسی در طول فصل ۲۳–۲۰۲۲ به دنبال خرید مهاجمان جدید رفت و به همچنین به دلیل به‌هم‌ریختگی مدیریت باشگاه، حدس زده می‌شد که پولیسیک می‌خواهد قبل از پایان قراردادش در سال ۲۰۲۴ باشگاه را ترک کند. چندین باشگاه علاقه‌مند بودند، از جمله آ.ث. میلان، نیوکاسل یونایتد، منچستر یونایتد و المپیک لیون.

### آ.ث. میلان
در ۱۳ ژوئیهٔ ۲۰۲۳، پولیسیک با قراردادی چهار ساله تا ۳۰ ژوئن ۲۰۲۷ به باشگاه آ.ث. میلان در سری آ انتقال یافت و شمارهٔ ۱۱ که قبلا توسط زلاتان ابراهیموویچ پوشیده می‌شد، به او داده شد. این انتقال از طریق قراردادی به ارزش حداکثر ۲۲ میلیون یورو انجام شد.

#### ۲۰۲۳–۲۴؛ بازگشت به فُرمِ سابق در ایتالیا
در ۲۱ اوت، پولیسیک اولین بازی خود در سری آ را برای آ.ث. میلان انجام داد و گل دوم باشگاه را در پیروزی ۲–۰ مقابل بولونیا به ثمر رساند که به نوبهٔ خود، او را به اولین آمریکایی تبدیل کرد که در سه لیگ برتر از پنج لیگ برتر اروپا گلزنی می‌کند. در بازی بعدی در ۲۶ اوت، او در پیروزی خانگی ۴–۱ میلان در برابر تورینو دروازه را باز کرد، که باعث شد او به‌عنوان بهترین بازیکن ماه اوت باشگاه انتخاب شود. در ۷ اکتبر، پولیسیک در یک پیروزی دراماتیک ۱–۰ مقابل جنوآ، یک گل دقیقهٔ آخر را به ثمر رساند. در ۲ دسامبر، او پنجمین گل لیگ خود را در پیروزی ۳–۱ مقابل فروزینونه به ثمر رساند. در ۱۳ دسامبر، او اولین گل خود را در لیگ قهرمانان اروپا با میلان در پیروزی اساسی ۲–۱ مقابل نیوکاسل یونایتد در آخرین بازی مرحلهٔ گروهی به ثمر رساند، که تیمش را در رقابت‌های اروپایی حفظ کرد. در ۳۰ دسامبر، او در برد ۱–۰ مقابل ساسولو در سن سیرو گلزنی کرد، که او رکورد بیشترین گل سری آ توسط یک بازیکن آمریکایی در یک فصل را شکست. او با ۲ گل و ۲ پاس گل در مسابقات لیگ در دسامبر، به‌عنوان بهترین بازیکن ماه دسامبر سری آ انتخاب شد و اولین دریافت کننده این جایزه در آمریکای شمالی شد.
در ۱۸ فوریهٔ ۲۰۲۴، او در برابر مونتزا از روی نیمکت آمد و یک گل و یک پاس گل ثبت کرد تا نتیجه ۲–۲ به تساوی برسد، اگرچه میلان ۲–۴ شکست خورد. در ۲ مارس در پیروزی ۱–۰ مقابل لاتزیو، پولیسیک باعث شد دو بازیکن حریف اخراج شوند. پس از بازی، او متعاقباً توسط هواداران لاتزیو تهدید به مرگ شد، اگرچه عملکرد او توسط استفانو پیولی و هم‌تیمی‌هایش تحسین شد. در ۷ و ۱۴ مارس، پولیسیک در هر دو بازی مقابل اسلاویا پراگ در مرحلهٔ یک شانزدهم نهایی لیگ اروپا گلزنی کرد و اولین گل خود در تاریخ لیگ اروپا را به ثمر رساند. سه روز بعد، در ۱۷ مارس، او گل دوم را در پیروزی ۳–۱ خارج از خانه مقابل هلاس ورونا به ثمر رساند. این اولین بار در دوران بزرگسالی خود بود که به تعداد ۱۲ گل در یک فصل رسید. علاوه بر این، مشخص شد که این گل دارای اهمیت تاریخی است و از زمان شروع رقابت‌ها، تبدیل به ۵۰۰۰مین گل میلان در سری آ شد. در ۶ آوریل، او دهمین گل خود را در سری آ در برابر لچه به ثمر رساند، که این گل باعث شد که  رکورد بیشترین گل خود را در طول یک فصل را بشکند. در ۱۱ مه، پولیسیک دو گل لیگ را در پیروزی ۵–۱ مقابل کالیاری به ثمر رساند.
پس از اولین فصل خود در سری آ، او با رکورد شخصی خود با ۱۵ گل و ۱۰ پاس گل در تمام مسابقات، بهترین خرید ایتالیایی ۲۴–۲۰۲۳ در نظر گرفته شد. پولیسیک در فهرست نهایی ۳ نفره جایزهٔ بهترین هافبک فصل سری آ با هاکان چالهان‌اوغلو و تئون کوپمینرس قرار گرفت. او در لیست تیم فصل ۲۴–۲۰۲۳ سری آ قرار گرفت.

#### ۲۰۲۴–۲۵؛ فصل دوم
در ۲۴ اوت ۲۰۲۴ او اولین گل خود را در سری آ ۲۵–۲۰۲۴ در شکست ۱–۲ مقابل پارما به ثمر رساند. در ۱۴ سپتامبر او یک پاس گل داد و یک گل پنالتی در پیروزی ۴–۰ مقابل ونتزیا کسب کرد. در بازی افتتاحیهٔ میلان در لیگ قهرمانان اروپا در ۱۷ سپتامبر، او اولین گل را در شکست ۱–۳، به لیورپول به ثمر رساند. در بازی بعدی در ۲۲ سپتامبر، او در پیروزی ۲–۱ در برار رقیب سنتی آ.ث. میلان، در شهرآورد دلا مادونینا توانست با دریبل زدن ۴ مدافع، اینتر میلان، یک گل انفرادی را بزند. در ۲۷ سپتامبر، در پیروزی ۳–۰ مقابل لچه او در چهارمین بازی باشگاهی متوالی خود گلزنی کرد. در ۶ اکتبر، در باخت ۱–۲ مقابل فیورنتینا، او یک گل والی به ثمر رساند. در جریان بازی مقابل فیورنتینا دو پنالتی در طول بازی برای میلان گرفته شد که هر دو پنالتی که قرار بود پولیسیک بزند، به طور بحث‌برانگیزی از او گرفته شد و توسط هم‌تیمی‌های او، تئو ارناندز و تامی آبراهام زده شد که هر دو بازیکن پنالتی‌های خود را از دست دادند. پس از بازی، پائولو فونسکا از عملکرد ارناندز و آبراهام عصبانی شد و پولیسیک را به‌ عنوان پنالتی‌زن اول میلان معرفی کرد و گفت: «البته که ناراحت هستم. کریستین باید پنالتی بزند. این هرگز نباید تکرار شود و من به بازیکنان گفتم.» پولیسیک اولین بازیکن در سری آ این فصل شد که در هفت بازی متوالی لیگ موفق به گلزنی شد. در ۲۲ اکتبر، او یک گل در پیروزی ۳–۱ لیگ قهرمانان مقابل کلوب بروژ به ثمر رساند. در ۵ نوامبر، او به مالیک تیاو در پیروزی ۳–۱ لیگ قهرمانان مقابل رئال مادرید پاس گل داد.

## عملکرد ملی

### ۱۵–۲۰۱۲: سطح جوانان
پولیسیک نمایندهٔ ایالات متحده در سطوح زیر ۱۵ و زیر ۱۷ سال بود. او در ۱۰ بازی برای تیم زیر ۱۵ سال دو گل به ثمر رساند. در ۱۳ دسامبر ۲۰۱۳، برای تیم زیر ۱۷ سال، او در یک تورنمنت دوستانه زیر ۱۷ سال در فلوریدا با برزیل بازی کرد که در آن یک گل در قهرمانی ۴–۱ به ثمر رساند. او کاپیتان تیم زیر ۱۷ سال در جام جهانی فوتبال زیر ۱۷ سال ۲۰۱۵ بود، جایی که در سه بازی یک گل و یک پاس گل به ثمر رساند. پولیسیک در طول دو سال حضورش در این تیم، در مجموع ۲۰ گل در ۳۴ بازی به ثمر رساند. پولیسیک واجد شرایط بازی برای کرواسی بود اما این فرصت را رد کرد.

### ۱۹–۲۰۱۶: اولین حضور در تیم بزرگسالان و شکستن رکوردهای ایالات متحده

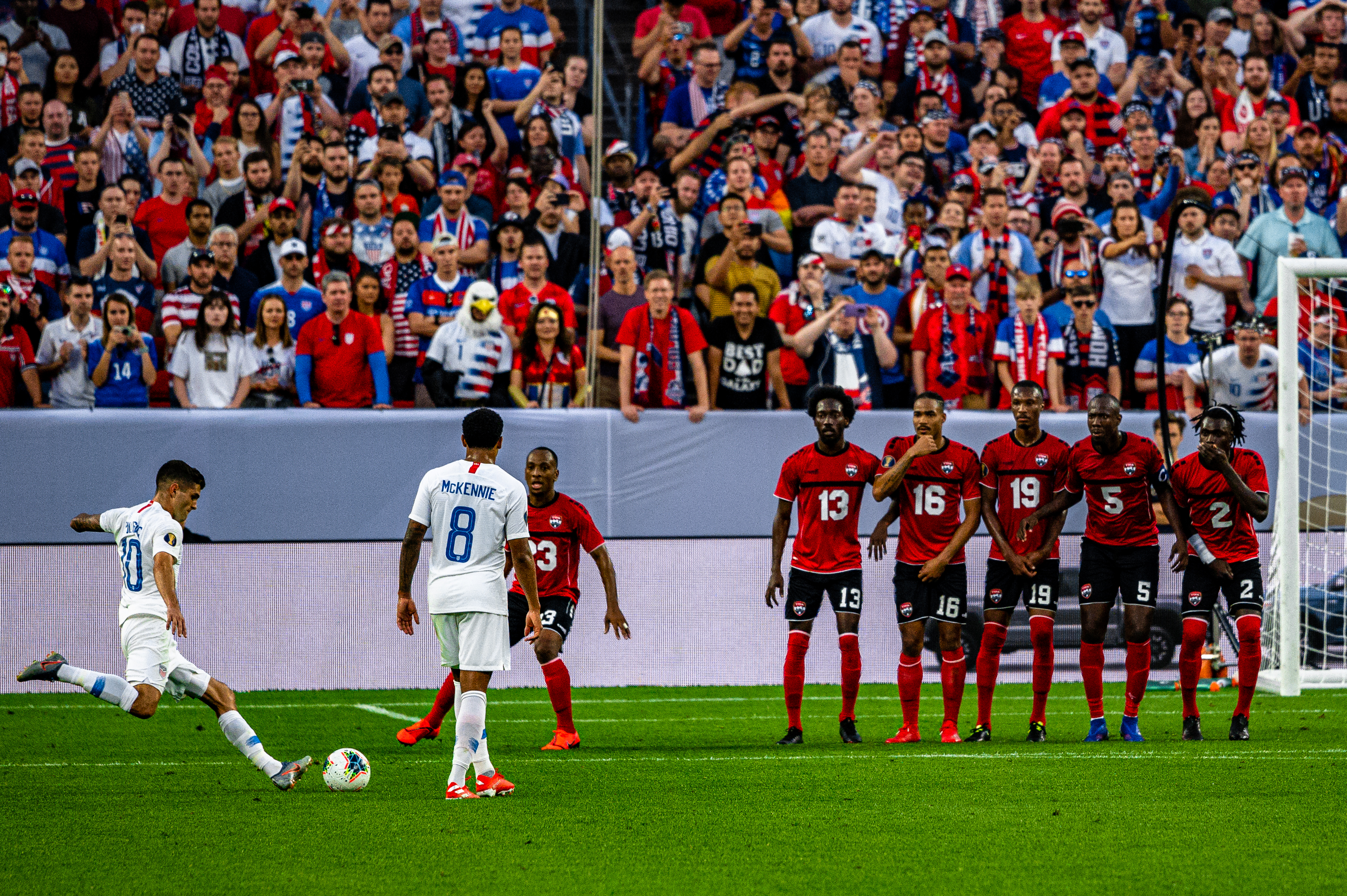
ضربهٔ ایستگاهی پولیسیک مقابل ترینیداد و توباگو در جریان جام طلایی کونکاکاف در ژوئن ۲۰۱۹

در ۲۷ مارس ۲۰۱۶، پولیسیک توسط سرمربی تیم، یورگن کلینزمن، قبل از بازی مقدماتی جام جهانی، مقابل گواتمالا به تیم بزرگسالان دعوت شد. دو روز بعد، او در پیروزی ۴–۰ اولین بازی خود را در مقابل گواتمالا به‌عنوان بازیکن تعویضی به‌جای گراهام زوسی انجام داد. بنابراین او جوان‌ترین آمریکایی شد که در مقدماتی جام جهانی بازی کرده‌است.
پولیسیک در تیم بزرگسالان کوپا آمریکای قرن، که به میزبانی ایالات متحده برگزار شد، قرار گرفت. یک هفتهٔ بعد، در یک برد دوستانه ۴–۰ مقابل بولیوی گل زد و او تبدیل به جوان‌ترین بازیکنی شد که در دورانِ مدرنِ ایالات متحده گلزنی می‌کند.
در ۲ سپتامبر ۲۰۱۶، پولیسیک دو گل و یک پاس گل را در یک بازی مقدماتی جام جهانی در پیروزی ۶–۰ مقابل سنت وینسنت و گرنادین‌ها به ثبت رساند و بدین ترتیب جوان‌ترین فردی شد که در مقدماتی جام جهانی برای ایالات متحده گلزنی کرده‌است. در بازی بعدی مقابل ترینیداد و توباگو، او با تبدیل در ترکیب ابتدایی آمریکا قرار گرفت و به جوان‌ترین آمریکایی که یک مسابقه مقدماتی جام جهانی را از ابتدا آغاز کرده‌است، رکورد دیگری را شکست.
در سال بعدیِ بازی‌های مقدماتی، در ۸ ژوئن، پولیسیک هر دو گل را در پیروزی ۲–۰ مقابل ترینیداد و توباگو به ثمر رساند. در دو بازی آخر مقدماتی، پولیسیک در هر بازی یک گل به ثمر رساند: پیروزی ۴–۰ مقابل پاناما و شکست ۱–۲ از ترینیداد و توباگو. او دور پنجم را با پنج گل به‌عنوان بهترین گلزن به پایان رساند. علیرغم عملکرد قوی، ایالات متحده نتوانست به جام جهانی ۲۰۱۸ راه پیدا کند. باخت به ترینیداد و توباگو تحقیرآمیزترین عملکردِ تاریخ فوتبال آمریکا در نظر گرفته می‌شود.
در ۲۰ نوامبر ۲۰۱۸، پولیسیک در شکست دوستانه مقابل ایتالیا با ۲۰ سال و ۶۳ روز سن به جوان‌ترین بازیکنی تبدیل شد که کاپیتان تیم ملی ایالات متحده شده‌است. در ۲۶ مارس ۲۰۱۹، کریستین پولیسیک با ۲۰ سال و ۱۸۹ روز سن به جوان‌ترین بازیکن ایالات متحده تبدیل شد که ۱۰ گل ملی به ثمر رساند.

### اکنون–۲۰۲۱: قهرمانی در کونکاکاف و اولین حضور در جام جهانی
در ۶ ژوئن ۲۰۲۱، پولیسیک کاپیتان تیم ملی ایالات متحده بود و در فینال لیگ ملت‌های کونکاکاف مقابل مکزیک که با نتیجهٔ ۳–۲ به نفع آمریکا تمام شد، او گل پیروزی را در دقیقهٔ ۱۱۴ از روی نقطهٔ پنالتی به ثمر رساند.

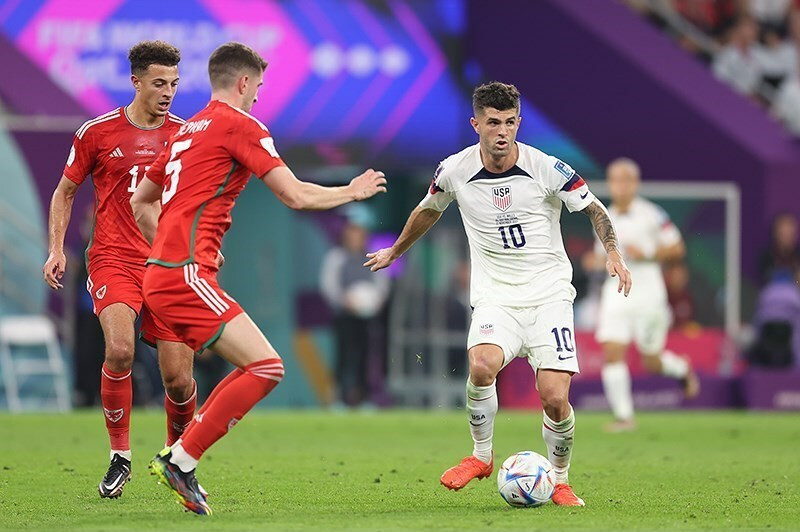
پولیسیک در جام جهانی ۲۰۲۲ مقابل ولز

در ۲۷ مارس ۲۰۲۲، پولیسیک اولین هت‌تریک ملی خود را برای تیم ملی ایالات متحده در جریان پیروزی آنها مقابل پاناما در مقدماتی جام جهانی ۲۰۲۲ به ثمر رساند. دو گل اول او در این هت‌تریک، از روی نقطهٔ پنالتی زده‌ شد.
در جام جهانی ۲۰۲۲، پولیسیک به تیموتی وه‌آ برای اولین گل مرحلهٔ گروهی مقابل ولز پاس گل داد. او اولین جایزهٔ بهترین بازیکن مسابقه جام جهانی فیفا را به دلیل فشار تهاجمی خود در طول تساوی ۰–۰ مقابل انگلستان دریافت کرد. در بازی بعدی، پولیسیک پس از به ثمر رساندن گل پیروزی‌بخش ۱–۰ ایالات متحده آمریکا مقابل ایران در آخرین بازی مرحلهٔ گروهی خود، دومین جایزهٔ بهترین بازیکن مسابقه خود را به‌دست‌ آورد و تیمش را به مراحل حذفی فرستاد. در مرحلهٔ یک شانزدهم، او در گل حاجی رایت مقابل هلند پاس گل داد و ایالات متحده با نتیجهٔ ۱–۳ شکست خورد. پولیسیک به‌همراه سه بازیکن دیگر، پس از چهار جایزهٔ بهترین بازیکن مسابقه لیونل مسی و سه جایزهٔ بهترین بازیکن مسابقه کیلیان امباپه، سومین رتبه بهترین بازیکن مسابقه را در مسابقات با دو جایزه دریافت کردند.
در جریان فینال‌های لیگ ملت‌های کونکاکاف در سال ۲۰۲۳، پولیسیک در نیمه‌نهایی مقابل مکزیک یک گل زد و جایزهٔ بهترین بازیکن مسابقه را دریافت کرد. ایالات متحده در فینال ۲–۰ کانادا را شکست داد و به دومین جام متوالی خود در لیگ ملت‌ها دست یافت. پولیسیک به‌عنوان بهترین بازیکن مسابقات برای مسابقات ۲۳–۲۰۲۲ شناخته شد. در فینال‌های لیگ ملت‌ها در سال ۲۰۲۴ کونکاکاف، پولیسیک کاپیتان ایالات متحده در پیروزی ۲–۰ مقابل مکزیک در فینال بود تا سومین جام متوالی خود در لیگ ملت‌ها را بدست آورد.
او که در کوپا آمریکا ۲۰۲۴ شرکت کرد، یک گل و پاس گل را در اولین پیروزی ۲–۰ مرحلهٔ گروهی مقابل بولیوی به ثبت رساند و جایزهٔ بهترین بازیکن مسابقه را دریافت کرد.

## مشخصات بازیکن

### سبک بازی
اندی میتن، نویسندهٔ فورفورتو، پس از پیوستن پولیسیک به تیم اصلی دورتموند، نوشت که توماس توخل، سرمربی بروسیا دورتموند، «پتانسیلِ او را در سرعت، تیزبینی، قدرت، آمادگی عالی و تصمیم‌گیری‌های هوشمندانه دید که انگار بازیکنِ بالغی است.»‌ توخل، پولیسیک را «مردی که بسیار اعتماد به نفس دارد، استعداد خود را در زمین نشان می‌دهد و هیچ اعصابی را تحت فشار قرار نمی‌دهد»، خطاب کرد. نوری شاهین، هم‌تیمی پولیسیک در دورتموند، گفت: «او نترس است. او سرعت زیادی دارد، اما چیزی که من بیشتر از همه دوست دارم اولین لمس او است. وقتی توپ را به دست می‌آورد، اولین لمسَش فضای بزرگی را برای او باز می‌کند، حتی اگر فضای آزاد وجود نداشته باشد.» از فصل ۱۹–۲۰۱۸، پولیسیک اغلب در پست کناری دورتموند بازی می‌کرد، و این در چلسی و آ.ث. میلان ادامه یافت. در فصل ۲۴–۲۰۲۳ سری آ، او به طور منظم در مناطق مرکزی بازی می‌کرد. به دلیل سبک بازی پولیسیک، او اغلب توسط حریفان مورد خطا قرار می‌گیرد.
در ژوئیهٔ ۲۰۲۰، فرانک لمپارد، سرمربی چلسی، او را با ادن آزار، وینگر سابق چلسی مقایسه کرد و گفت: «پولیسیک غریزهٔ حملهٔ مستقیم‌تری دارد. او استعداد عبور از مدافعان و دویدن درون محوطه را دارد که یک ویژگی عالی در بازی مدرن است.» لمپارد افزود: «هنوز پیشرفت‌های بیشتری در راه است. کریستین مسئولیت تغییر [نتیجهٔ] بازی‌ها را بر عهده می‌گیرد.»
پولیسیک در دوران حضورش در آ. ث. میلان، به دلیل حضور رافائل لئائو در سمتِ چپِ سومین بازیکنِ هجومی، بار دیگر به جناح راست رفت. با این حال، در غیاب لئائو، پولیسیک گاهی اوقات به‌عنوان وینگر چپ بازی می‌کرد.
پولیسیک که به‌عنوان وینگر راست ابتداییِ میلان معرفی شد، توسط استفانو پیولی، سرمربی میلان، مورد ستایش قرار گرفت، زیرا «او کیفیت، شدت و تمایل دارد. او گل‌های زیادی هم می‌زند، که همیشه برای یک وینگر آسان نیست.» بعداً در فصل ۲۴–۲۰۲۳، پولیسیک به طور معمول به‌عنوان هافبک تهاجمی مرکزی به کار گرفته شد.

### عملکرد
پولیسیک که به طور گسترده به‌همراه آلفونسو دیویز به‌عنوان یکی از بهترین بازیکنان فعال آمریکای شمالی شناخته می‌شود، از دوران جوانی با اسطوره‌های تیم ملی ایالات متحده، لندون داناون و کلینت دمپسی، مقایسه شده‌است. در فصل‌های اولیهٔ باشگاهی خود با بروسیا دورتموند، او فینالیست جایزهٔ پسر طلایی ۲۰۱۷ و نایب‌قهرمان جایزهٔ کوپا در سال ۲۰۱۸ شد و به‌عنوان یکی از بهترین بازیکنان جوان جهان در نظر گرفته می‌شد. جایزهٔ کوپا ۲۰۱۸ به کیلیان امباپه رسید. در طول دوران حضورش در چلسی، او به دلیل آسیب دیدگی شدید مورد انتقاد قرار گرفت، زیرا ۵۳ بازی باشگاهی را به دلیل مصدومیت در ۴ فصل از دست داد. پولیسیک پس از انتقال به آ.ث. میلان، فُرم باشگاهی خود را دوباره به دست‌آورد و به طور گسترده به‌عنوان یکی از بهترین بازیکنان سری آ شناخته می‌شود و به‌عنوان یکی از مهم‌ترین بازیکنان میلان مورد تحسین قرار می‌گیرد.

## زندگی شخصی
اسم وی در هر دو تلفظ انگلیسی (IPA: ‎/pəˈlɪsɪk/‎؛ فارسی: پولیسیک) و تلفظ اصلی کرواتی (IPA: ‎/ˈpʊlɪʃɪtʃ/‎؛ فارسی: پولیشیچ)  توسط مفسران استفاده شده‌است، و پولیسیک تأیید کرد که هر دو شکل قابل قبول است. موقعیت او به‌عنوان کاپیتان تیم ملی ایالات متحده با سطح بالای بازی او باعث شده‌است که هواداران و سایر بازیکنان به او لقب «کاپیتان آمریکا» بدهند. همچنین به دلیل کلیپی از برنامهٔ تلویزیونی Pawn Stars، به او لقب «لبرون جیمز فوتبال» داده‌اند.
پدربزرگ پدریِ پولیسیک، ماته پولیسیک، در کرواسی در جزیرهٔ اولیب به دنیا آمد. در مصاحبه‌ای در سال ۲۰۲۳ با ESPN، پولیسیک اضافه کرد که مادربزرگ پدری‌اش یوهانا دی‌استفانو، سیسیلی بود و اشاره کرد که «پدرم، پرچم ایتالیا را روی ساعد خود خالکوبی کرده است.» پولیسیک پس از مهاجرت به آلمان، تابعیت کرواسی را گرفت تا از درخواست ویزای کار آلمان که برای کار در این کشور بدون پاسپورت اتحادیه اروپا لازم است، اجتناب کند. پولیسیک یک پسر عمو به نام ویل پولیسیک دارد  که در لیگ‌های پایین فوتبال فوتبالِ آمریکا، بازی می‌کند.
پولیسیک کاتولیک است. او آیات کتاب مقدس را در حساب‌های رسانه‌های اجتماعی خود منتشر کرده‌است.
خارج از فوتبال، پولیسیک از طرفداران نیویورک جتز، نیویورک رنجرز و فیلادلفیا سونتی‌سیکسرز است. پولیسیک یکی از طرفداران فورد ماستنگ است و یک شلبی ماستنگ فرمان چپ را در سال ۲۰۲۱ از ایالات متحده به انگلستان وارد کرد.
در ۱۱ اکتبر ۲۰۲۲، او زندگی‌نامه‌ای با عنوان Pulisic: My Journey So Far منتشر کرد. این کتاب سفر او به دنیای فوتبال را شرح می‌دهد. در این کتاب، او همچنین فاش کرد که در حالی که در سال ۲۰۲۰ مصدوم شده بود و در زمان‌هایی که زمان زیادی برای بازی نداشت، از افسردگی رنج می‌برد. در ژوئن ۲۰۲۴، سی‌بی‌اس اسپورت آغاز روند فیلم‌برداری مستند تلویزیونی PULISIC را اعلام کرد که شامل جزئیاتی در مورد زندگی شخصی، دوران فوتبال و عملکرد پولیسیک در کوپا آمریکا ۲۰۲۴ می‌شود و قرار است از پارامونت پلاس منتشر شود.

## آمار ملی

### بازی‌های ملی
تا تاریخ ۱۷ اکتبر ۲۰۲۳
| آمریکا | آمریکا | آمریکا | آمریکا |
| سال    | بازی   | گل     | پاس گل |
| ------ | ------ | ------ | ------ |
| ۲۰۱۶   | ۱۱     | ۳      | ۲      |
| ۲۰۱۷   | ۹      | ۶      | ۵      |
| ۲۰۱۸   | ۳      | ۰      | ۰      |
| ۲۰۱۹   | ۱۱     | ۵      | ۳      |
| ۲۰۲۱   | ۸      | ۳      | ۰      |
| ۲۰۲۲   | ۱۴     | ۵      | ۴      |
| ۲۰۲۳   | ۷      | ۶      | ۳      |
| مجموع  | ۶۴     | ۲۸     | ۱۷     |

### گل‌های ملی
| شماره | تاریخ           | میزبان        | بازی ملی | حریف                   | نتیجه | رقابت                             |
| ----- | --------------- | ------------- | -------- | ---------------------- | ----- | --------------------------------- |
| ۱     | ۲۸ مه ۲۰۱۶      | کانزاس        | ۳        | بولیوی                 | ۴–۰   | دوستانه                           |
| ۲     | ۲ سپتامبر ۲۰۱۶  | کینگزتاون     | ۷        | سنت وینسنت و گرنادین‌ها | ۶–۰   | مقدماتی جام جهانی ۲۰۱۸            |
| ۳     | ۲ سپتامبر ۲۰۱۶  | کینگزتاون     | ۷        | سنت وینسنت و گرنادین‌ها | ۶–۰   | مقدماتی جام جهانی ۲۰۱۸            |
| ۴     | ۲۴ مارس ۲۰۱۷    | سن خوزه       | ۱۲       | هندوراس                | ۶–۰   | مقدماتی جام جهانی ۲۰۱۸            |
| ۵     | ۳ ژوئن ۲۰۱۷     | سندی          | ۱۴       | ونزوئلا                | ۱–۱   | دوستانه                           |
| ۶     | ۸ ژوئن ۲۰۱۷     | کامرس سیتی    | ۱۵       | ترینیداد و توباگو      | ۲–۰   | مقدماتی جام جهانی ۲۰۱۸            |
| ۷     | ۸ ژوئن ۲۰۱۷     | کامرس سیتی    | ۱۵       | ترینیداد و توباگو      | ۲–۰   | مقدماتی جام جهانی ۲۰۱۸            |
| ۸     | ۶ اکتبر ۲۰۱۷    | اورلاندو      | ۱۹       | پاناما                 | ۴–۰   | مقدماتی جام جهانی ۲۰۱۸            |
| ۹     | ۱۰ اکتبر ۲۰۱۷   | کووا          | ۲۰       | ترینیداد و توباگو      | ۱–۲   | مقدماتی جام جهانی ۲۰۱۸            |
| ۱۰    | ۲۶ مارس ۲۰۱۹    | هیوستون       | ۲۵       | شیلی                   | ۱–۱   | دوستانه                           |
| ۱۱    | ۲۲ ژوئن ۲۰۱۷    | کلیولند       | ۲۷       | ترینیداد و توباگو      | ۶–۰   | جام طلایی کونکاکاف ۲۰۱۹           |
| ۱۲    | ۳ ژوئیه ۲۰۱۹    | نشویل         | ۳۰       | جامائیکا               | ۳–۱   | جام طلایی کونکاکاف ۲۰۱۹           |
| ۱۳    | ۳ ژوئیه ۲۰۱۹    | نشویل         | ۳۰       | جامائیکا               | ۳–۱   | جام طلایی کونکاکاف ۲۰۱۹           |
| ۱۴    | ۱۱ اکتبر ۲۰۱۹   | واشینگتن      | ۳۳       | کوبا                   | ۷–۰   | لیگ ملت‌های کونکاکاف ۲۰–۲۰۱۹       |
| ۱۵    | ۲۸ مارس ۲۰۲۱    | بلفاست        | ۳۵       | ایرلند شمالی           | ۲–۱   | دوستانه                           |
| ۱۶    | ۶ ژوئن ۲۰۲۱     | دنور          | ۳۸       | مکزیک                  | ۳–۲   | فینال لیگ ملت‌های کونکاکاف ۲۰–۲۰۱۹ |
| ۱۷    | ۱۲ نوامبر ۲۰۲۱  | سینسیناتی     | ۴۱       | مکزیک                  | ۲–۰   | مقدماتی جام جهانی ۲۰۲۲            |
| ۱۸    | ۲ فوریه ۲۰۲۲    | سینت پال      | ۴۵       | هندوراس                | ۳–۰   | مقدماتی جام جهانی ۲۰۲۲            |
| ۱۹    | ۲۷ مارس ۲۰۲۲    | اورلاندو      | ۴۷       | پاناما                 | ۵–۱   | مقدماتی جام جهانی ۲۰۲۲            |
| ۲۰    | ۲۷ مارس ۲۰۲۲    | اورلاندو      | ۴۷       | پاناما                 | ۵–۱   | مقدماتی جام جهانی ۲۰۲۲            |
| ۲۱    | ۲۷ مارس ۲۰۲۲    | اورلاندو      | ۴۷       | پاناما                 | ۵–۱   | مقدماتی جام جهانی ۲۰۲۲            |
| ۲۲    | ۲۹ نوامبر ۲۰۲۲  | دوحه          | ۵۵       | ایران                  | ۱–۰   | جام جهانی ۲۰۲۲ قطر                |
| ۲۳    | ۲۴ مارس ۲۰۲۳    | سینت‌جورجس     | ۵۷       | گرنادا                 | ۷–۱   | لیگ ملت‌های کونکاکاف ۲۳–۲۰۲۲       |
| ۲۴    | ۱۵ ژوئن ۲۰۲۳    | پارادایس      | ۵۹       | مکزیک                  | ۳–۰   | لیگ ملت‌های کونکاکاف ۲۰۲۳          |
| ۲۵    | ۱۵ ژوئن ۲۰۲۳    | پارادایس      | ۵۹       | مکزیک                  | ۳–۰   | لیگ ملت‌های کونکاکاف ۲۰۲۳          |
| ۲۶    | ۹ سپتامبر ۲۰۲۳  | سنت لوئیس     | ۶۱       | ازبکستان               | ۳–۰   | دوستانه                           |
| ۲۷    | ۱۴ اکتبر ۲۰۲۳   | هارتفورد شرقی | ۶۳       | آلمان                  | ۱–۳   | دوستانه                           |
| ۲۸    | ۱۷ اکتبر ۲۰۲۳   | نشویل         | ۶۴       | غنا                    | ۴–۰   | دوستانه                           |
| ۲۹    | ۱۲ ژوئن ۲۰۲۴    | اورلاندو      | ۶۸       | برزیل                  | ۱–۱   | دوستانه                           |
| ۳۰    | ۲۳ ژوئن ۲۰۲۴    | آرلینگتون     | ۶۹       | بولیوی                 | ۲–۰   | کوپا آمریکا ۲۰۲۴                  |
| ۳۱    | ۱۰ سپتامبر ۲۰۲۴ | سینسیناتی     | ۷۳       | نیوزیلند               | ۱–۱   | دوستانه                           |
| ۳۲    | ۱۸ نوامبر ۲۰۲۴  | سنت لوئیس     | ۷۶       | جامائیکا               | ۴–۲   | لیگ ملت‌های کونکاکاف ۲۵–۲۰۲۴       |

## افتخارات

### باشگاهی

#### زیر ۱۹ سال بروسیا دورتموند
- زیر ۱۹ سال بوندس‌لیگا: ۱۶–۲۰۱۵

#### بروسیا دورتموند
- جام حذفی آلمان (۱): ۱۷–۲۰۱۶[۱۶۰]؛ نايب‌قهرمان (۱): ۱۶–۲۰۱۵[۱۶۱]

چلسی
- لیگ قهرمانان اروپا (۱): ۲۱–۲۰۲۰[۱۶۲]
- سوپر جام اروپا (۱): ۲۰۲۱[۱۶۳]؛ نايب‌قهرمان (۱): ۲۰۱۹[۱۶۴]
- جام جهانی باشگاه‌ها (۱): ۲۰۲۱[۱۶۵]
- جام حذفی انگلستان؛ نايب‌قهرمان (۳): ۲۰–۲۰۱۹،[۱۶۶] ۲۱–۲۰۲۰،[۱۶۷] ۲۲–۲۰۲۱[۱۶۸]
- جام اتحادیه باشگاه‌های انگلستان؛ نايب‌قهرمان (۱): ۲۲–۲۰۲۱[۱۶۹]

### ملی

#### زیر ۱۷ سال ایالات متحده
- قهرمانی زیر ۱۷ سال کونکاکاف؛ سوم: ۲۰۱۵[۱۷۰][۱۷۱]

#### ايالات متحده
- لیگ ملت‌های کونکاکاف (۳): ۲۰–۲۰۱۹،[۱۷۲] ۲۳–۲۰۲۲،[۱۷۳] ۲۴–۲۰۲۳[۱۷۴]
- جام طلایی کونکاکاف؛ نايب‌قهرمان (۱): ۲۰۱۹[۱۷۵]

### فردی
- بازیکن سال فوتبال آمریکا (۱): ۲۰۱۶[۱۷۶]
- بهترین بازیکن مرد فوتبال آمریکا (۴): ۲۰۱۷،[۱۷۷] ۲۰۱۹،[۱۷۸] ۲۰۲۱،[۱۷۹] ۲۰۲۳[۱۸۰]
- بهترین بازیکن سال فوتبال آمریکا (۱): ۲۰۱۷[۱۸۱]
- ترکیب منتخب کونکاکاف (۲): ۲۰۱۷،[۱۸۲] ۲۰۲۱[۱۸۳]
- جایزه کوپا (۱): ۲۰۱۸[۱۸۴]
- بهترین بازیکن جوان جام طلایی کونکاکاف (۱): ۲۰۱۹[۱۸۵]
- ترکیب منتخب جام طلایی کونکاکاف (۱): ۲۰۱۹[۱۸۶]
- تیم کنکاکاف مردان آی‌اف‌‌اف‌اچ‌اس (۳): ۲۰۲۰،[۱۸۷] ۲۰۲۲،[۱۸۸] ۲۰۲۳[۱۸۹]
- بهترین بازیکن لیگ ملت‌های کونکاکاف (۱): ۲۳–۲۰۲۲[۱۹۰]
- ترکیب منتخب لیگ ملت‌های کونکاکاف (۳): ۲۰۲۱، ۲۰۲۳،[۱۹۱] ۲۰۲۴[۱۹۲]
- بهترین بازیکن ماه آ.ث. میلان (۲): اوت ۲۰۲۳،[۱۹۳] سپتامبر ۲۰۲۴[۱۹۴]
- بهترین بازیکن ماه سری آ (۱): سپتامبر ۲۰۲۳[۱۹۵]
- تیم منتخب فصل سری آ (۱): ۲۴–۲۰۲۳[۱۹۶]
- جایزه جنتلمن آ.ث. میلان (۱): ۲۴–۲۰۲۳[۱۹۷]